# Vaginosi
La malattia anche conosciuta col nome generico di vaginosi (VB), è un'infezione della vagina di origine batterica; è la causa più comune dei disturbi vaginali delle donne in età fertile. Viene spesso percepita come una patologia banale ed è spesso mal curata con trattamenti non efficaci.
La causa della vaginosi batterica sembra essere dovuta ad un'alterazione dell'equilibrio della microflora vaginale, con sviluppo abnorme di germi commensali che, a seguito di un'alterazione dell'ecosistema vaginale, per varie cause si trasformano in patogeni.
Il principale agente responsabile della maggior parte delle vaginosi è la Gardnerella vaginalis, l'unico batterio conosciuto del genere Gardnerella. Dal 1999, isolato per la prima volta da Rodriguez et al., è stato riconosciuto nella vaginosi anche il ruolo dell'Atopobium vaginae, un cocco batterio Gram-positivo anaerobo; questo batterio è presente nel 50% dei casi di vaginosi batterica.
I dati epidemiologici confermano che il cambiamento dell'ecosistema caratteristico della vagina è la causa etiologica della vaginosi batterica.

## Patogenesi

### Ruolo della Vitamina D
Dati recenti indicano come la carenza di Vitamina D abbia un ruolo nell'insorgenza della vaginosi batterica durante la gravidanza.
La Vitamina D è una sostanza ad azione pleiotropica, che svolge la sua attività ben oltre le note attività di formazione ed omeostasi della massa ossea; recentemente è stata infatti da più parti sottolineata l'importanza delle azioni della vitamina D non classiche in una varietà di tipi di cellulari. Queste azioni includono:
- la modulazione del sistema immunitario innato e adattativo,
- la regolazione della proliferazione cellulare.

Inoltre un adeguato apporto di vitamina D è essenziale per la salute materna e fetale durante la gravidanza, ed inoltre ancora i dati epidemiologici indicano che molte donne incinte hanno livelli sub-ottimali di vitamina D.
In particolare la carenza di vitamina D è correlata con:
- preeclampsia[5],
- diabete mellito gestazionale[6][7],
- vaginosi batterica[8],
- aumento del rischio di parto cesareo[9].

Lavori recenti sottolineano l'importanza del ruolo non classico della vitamina D in gravidanza per la salute della placenta. La placenta, infatti, normalmente risponde alla Vitamina D comportandosi come un modulatore di impianto, stimolando la produzione di citochine e la risposta immunitaria alle infezioni. Questi dati indicano come sia importante intervenire preventivamente sullo stato di deficit serico di Vitamina D al fine di migliorare gli outcomes materno-fetali.
Un recente studio (2010) condotto a Baltimora negli USA su giovani adolescenti gravide (<18 anni) ha evidenziato una forte correlazione lineare tra carenza di Vitamina D e i mesi invernali, l'emoglobinopenia, mentre è inversamente proporzionale la presenza di 25(OH)D con la vaginosi batterica.
Infine Bodnar et al. 2009 studiano, su 469 donne gravide, lo stato della vitamina D serica correlandolo con la presenza di vaginosi batterica. Gli autori dimostrano una relazione inversa tra i livelli di 25-(OH)-vitamina D nel siero e la presenza di vaginosi batterica. La prevalenza della vagnosi diminuiva fino ad un valore massimo in percentuale pari ad una concentrazione > a 80nml/L di siero di 25(OH) Vit. D. Lo studio conclude sostenendo che: ... la carenza di vitamina D è associata a BV....

### Complicanze
La complicanza più frequente della vaginosi batterica è il parto pretermine nelle donne gravide, questa è significativamente associata con la presenza di elevate concentrazioni in vagina di Gardenerella vaginalis e Atopobium vaginae.

#### Displasia cervicale (CIN)
La Neoplasia Cervicale Intraepiteliale o CIN o displasia cervicale è stata messa in relazione con la vaginosi batterica specie se riferita alla gravità della prima.
Spesso questa correlazione tra le due patologie viene misconosciuta, specie se le donne sono asintomatiche.
In generale vi è un'alta correlazione tra vaginosi e alto grado di CIN.
Un recente studio giapponese condotto da ricercatori della Nagoya University su 405 casi di neoplasia cervicale confrontati con più di 2000 donne con controlli negativi, ha mostrato un'associazione inversa tra l'assunzione di calcio alimentare e/o la vitamina D e il rischio di sviluppare una neoplasia cervicale in questo gruppo di donne giapponesi..

### Segni e sintomi

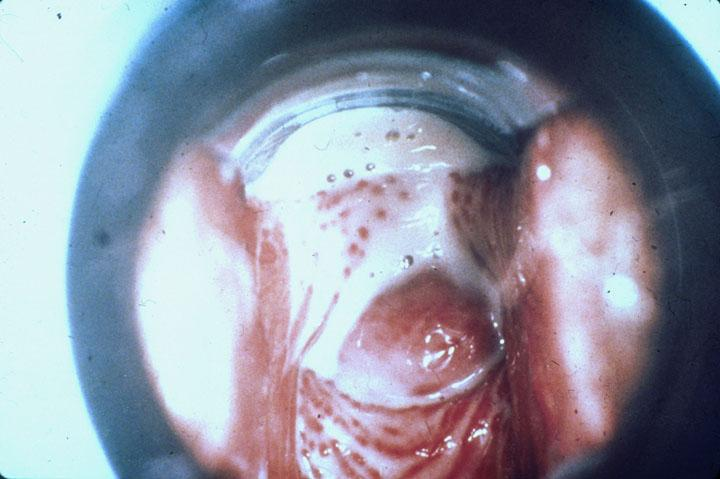
Tipico abbondante essudato fluido bianco-grigiastro, maleodorante in corso di vaginosi batterica

## Clinica

### Esami di laboratorio e strumentali
La diagnosi può essere formulata con discreta certezza all'osservazione microscopica, previa colorazione di Gram, di coccobacilli su "clue cells", ovvero cellule epiteliali vaginali dall'aspetto puntinato poiché ricoperte di batteri.

### Trattamento
Dal 2004 è possibile trattare la vaginosi attraverso l'Haloterapia controllata. Uno studio pilota ha dimostrato che i risultati ottenuti mostravano elevata efficacia, e minori effetti collaterali a lungo termine, rispetto al trattamento farmacologico.

### Trattamento chirurgico
Non è previsto alcun trattamento chirurgico per la condizione disbiotica in esame.

### Trattamento farmacologico
Il trattamento è volto a ripristinare il giusto equilibrio della flora batterica vaginale, e dunque si ricorre agli antibiotici (metronidazolo, clindamicina, ecc.) solamente quando possono insorgere complicanze, dato che questi attaccano indistintamente gli agenti infettivi e la normale flora vaginale; sono indicati dunque durante la gravidanza, prima di un intervento chirurgico, e così via.
Negli altri casi si ricorre a cure reintegrative di Lactobacillus volte al ripristino del pH fisiologico della vagina, naturalmente ostile allo sviluppo dei batteri responsabili della vaginosi.
Il metronidazolo è l'antibiotico più usato per la terapia della vaginosi, ma va ricordato che il batterio Atopobium vaginae è costituzionalmente resistente a questo antibiotico.

## Prevenzione
L'infezione provoca un'alterazione della flora vaginale batterica, si verifica cioè una diminuzione del numero di Lactobacillus acidophilus e di altri microrganismi normalmente presenti nella vagina e un aumento del numero di microrganismi infettivi.
Spesso la causa scatenante della vaginosi è proprio la diminuzione della flora vaginale, che provoca l'alterazione del pH della vagina che diventa così un terreno umido adatto allo sviluppo di batteri estranei.
La flora vaginale può alterarsi a seguito dell'uso improprio o eccessivo di lavande vaginali, durante l'uso di antibiotici e anche a seguito del contatto con lo sperma maschile, che modifica il pH della vagina rendendola un ambiente non adatto allo sviluppo di Lactobacillus; proprio per quest'ultimo motivo, pur non essendo una malattia sessualmente trasmissibile la vaginosi si presenta molto più frequentemente in donne sessualmente attive.
La vaginosi batterica è la seconda causa di incidenza per la vaginite; provoca una perdita vaginale (leucorrea) di colore bianco o grigio, densa e dall'odore caratteristico simile al pesce, soprattutto dopo il coito, che generalmente non è doloroso; spesso è asintomatica.